# Ludwig Egidius Ronig
Ludwig Egidius Ronig, auch Ludwig Ernst oder Ludwig Ernest Ronig genannt, (* 27. Januar 1885 in Köln; † 28. November 1959 ebenda) war ein deutscher Kunst- und Glasmaler des 20. Jahrhunderts. Er gilt als ein Vertreter der Neuen Sachlichkeit und des Magischen Realismus.

## Leben
Ronig wurde als Sohn eines Gastwirts geboren und begann mit sechzehn Jahren zu zeichnen und zu malen. Von 1903 bis 1913 hat er Malerei studiert. Vor dem Besuch der Kunstakademie Düsseldorf und der Akademie der Bildenden Künste Stuttgart, hatte er einen kurzen Abstecher an die Großherzoglich-Sächsische Kunstschule Weimar gemacht. Mit Studienreisen nach Holland und Italien setzte er eine alte Tradition der deutschen Kunstmaler fort. Während des Ersten Weltkriegs wurde er zum Kriegsdienst eingezogen. Ins Zivilleben zurückgekehrt, befasste er sich vor allem mit Landschaftsmalerei und fertigte, wohl aus wirtschaftlichen Gründen, seine ersten Gemälde mit religiösen Themen an. In den 1920er Jahren nahm Ronig an Gemeinschaftsausstellungen teil, wie 1924 in Düsseldorf, 1928 im Kölnischen Kunstverein und 1929 im Deutschen Künstlerbund.
In den dreißiger Jahren schuf Ronig seine ersten Kirchenfenster für die Kirche Sankt-Servatius in Köln-Ostheim. Bald darauf bestellte diese einen vollständigen Zyklus der Kreuzwegstationen. 1932 wurde er Gründungsmitglied der Gruppe 32, der auch Heinrich Maria Davringhausen, Peter Hecker, Heinrich Hoerle, Anton Räderscheidt und Franz W. Seiwert angehörten. Unter diesem neuen Einfluss verbrannte er im gleichen Jahr einen Teil seiner Gemälde aus der Jugendzeit.
1936 nahm er an dem Salon ars sacra teil, der religiösen Themen gewidmet war. Die Ausstellung wurde durch eine Kommission des Ministeriums für Volksaufklärung und Propaganda unter Goebbels endgültig geschlossen. Dieselbe Kommission hängte 1939 ein Selbstbildnis Ronigs ab, jedoch erhielt er zur gleichen Zeit einen bedeutenden Auftrag für ein großes Fenster im Treppenhaus des Oberbergamts in Bonn. Nach Jahren geringerer Produktivität unter dem Druck des Hitlerregimes knüpfte Ronig nach 1945 wieder an Themen und Malweisen an, die er vor den Jahren der Diktatur entwickelt hatte. Bis zu seinem Tod trat er verschiedenen Künstlervereinigungen bei, so der Rheinischen Künstlergesellschaft Köln, dem Westdeutschen Künstlerbund als Gründungsmitglied und der Arbeitsgemeinschaft Kölner Künstler, ferner nahm er an vielen Kollektivausstellungen dar. Er starb am 28. November 1959 fast 75-jährig. Seine Witwe, Anna Ronig, versuchte nach dem Tod seine Erinnerung aufrechtzuerhalten: mehrere Einzelausstellungen in den Jahren 1965, 1977, 1978, 1979 und 1984 waren seinen Werken gewidmet. Seit fast dreißig Jahren erinnert nur noch der Name einer Straße in Köln-Ostheim an Ludwig Ronig. Zu seinen intimen Freunden gehörte der bekannte deutsche Fotograf August Sander, der ihn mehrfach fotografiert hatte.

## Werke
Im Jahr 1924 schickte ihn ein Buchverlag, der Verlag der Buchgemeinde, nach Italien und Sizilien, um dort Illustrationen für ihre Publikationen machen zu lassen. 1926 malte Ronig sein erstes größeres Werk: ein Wandgemälde in einem Gasthaus, der Jägerhof in Köln-Poll, das sich über zwei Wandseiten erstreckt und die Arbeit der Fischer am Ufer des Rheins darstellt. In den 1920er und 1930er Jahren malte er zahlreiche Stillleben. 1950 wurde Ronig für sein Selbstbildnis Der Imker von 1949 mit dem Karl Ernst Osthaus-Preis der Stadt Hagen ausgezeichnet.
- Bildnis der Kölner Rezitatorin Liane Benner, 1927, Öl auf Leinwand, 90 × 75 cm, im Besitz des Wallraf-Richartz-Museums, Köln
- Selbstbildnis mit Pendel, 1939, Öl auf Leinwand, 90 × 75 cm, im Besitz des Wallraf-Richartz-Museums, Köln, von den Nazis abgehängt
- Stillleben mit Kanne und Zitronen, 1948, Öl auf Leinwand, 90 × 75 cm, im Besitz des Wallraf-Richartz-Museums, Köln